# 島原大変肥後迷惑

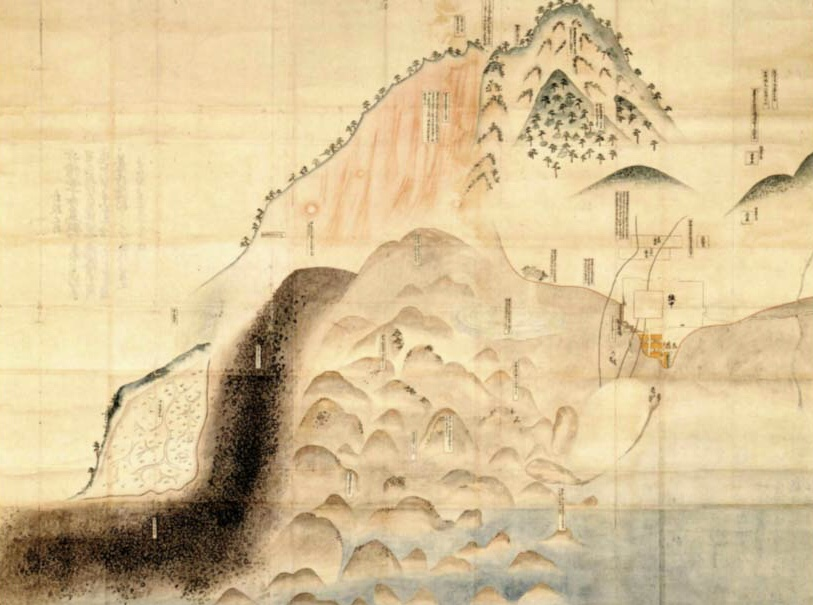
島原大変大地図

島原大変肥後迷惑（しまばらたいへんひごめいわく）とは、江戸時代の1792年5月21日（寛政4年4月1日）に肥前国島原（現在の長崎県）で発生した雲仙岳の火山性地震およびその後の眉山の山体崩壊（島原大変）と、それに起因する津波が島原や対岸の肥後国（現在の熊本県）を襲ったこと（肥後迷惑）による災害である。
犠牲者は約1万5000人に達し、日本史上最大規模の火山災害となった。新月の夜かつ大潮であったことで大きな被害になったとされる。シミュレーションによれば、山体崩壊開始から終了までは 180秒程度と想定された。

## 推移

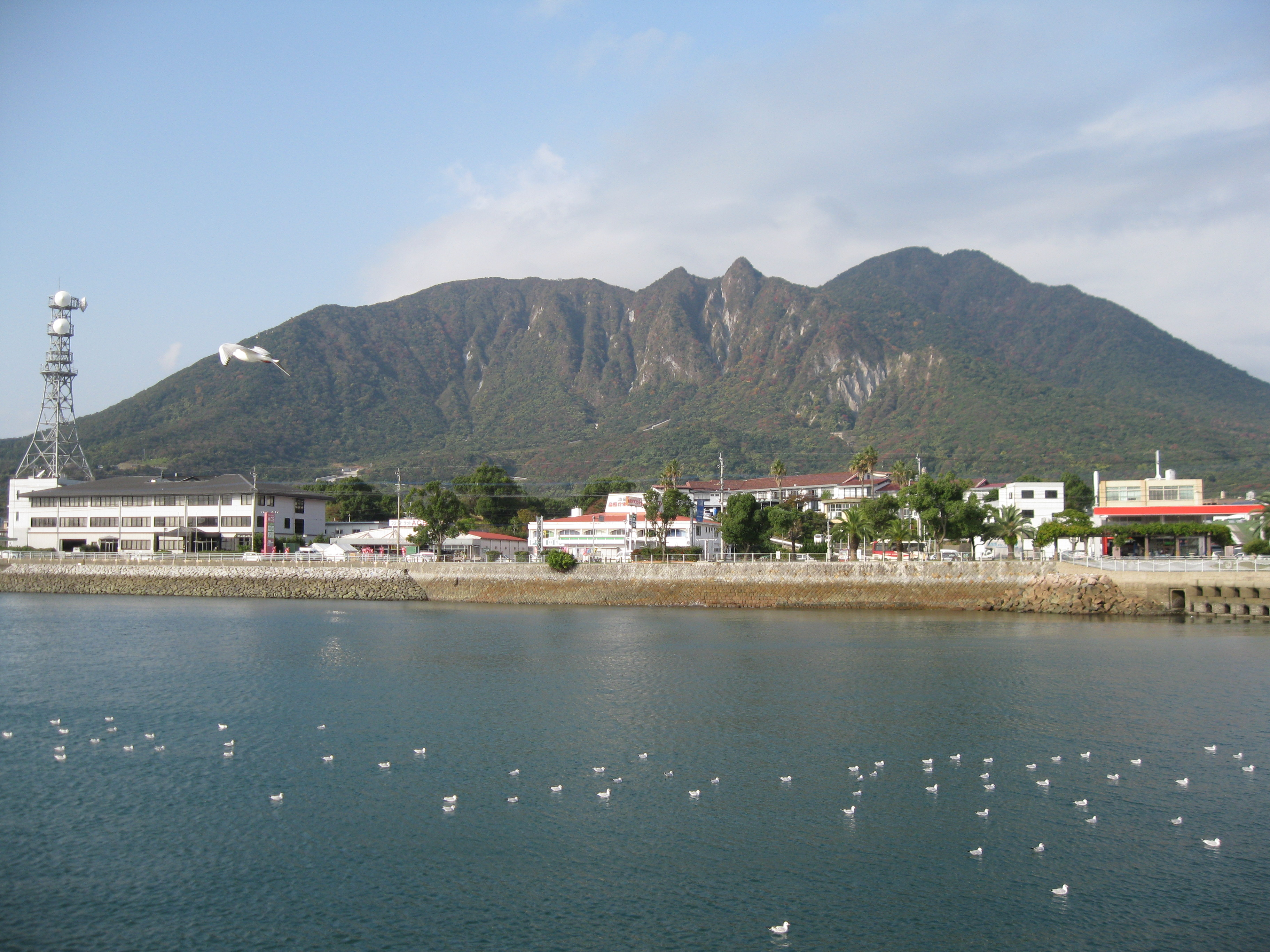
馬蹄形に崩壊した山体

第一段階（前駆地震群）
1791年（寛政3年）11月頃から、雲仙岳西側で有感地震が多発。震源が徐々に普賢岳に向かっていった。
第二段階（普賢祠前の噴火-新焼溶岩の流出）
1792年2月10日（寛政4年1月18日）、普賢岳で噴火が始まり、溶岩流や火山ガスの噴出も見られるようになった（噴火場所は地獄跡火口）。溶岩は2か月掛けて2キロメートル、千本木と呼ばれた集落まで流れて止まった。穴迫谷（）と呼ばれる山中の谷を埋めたとされる。
第三段階（三月朔地震群-今村の地下水位上昇）
1792年4月1日（寛政4年3月1日）から1週間ほど地震が群発し、普賢岳から火が噴き、吹き上げられた石は雨のごとく地面に降り注ぎ、また前に聳える眉岳・天狗岳（708メートル）に落石し、地割れが各所で起こった。その後、地震は島原の近くに震源を移し、有感地震が続いた。4月21日からは、島原近辺での地震活動が活発になった。
第四段階（四月朔地震-眉山山体崩壊）
5月14日までに群発地震は収まったが、5月21日の夜、2度にわたる強い地震が起こった。5月21日午後8時頃に北緯32度48分 東経130度18分 / 北緯32.8度 東経130.3度座標: 北緯32度48分 東経130度18分 / 北緯32.8度 東経130.3度で発生したマグニチュード（M）6.4の地震が最大で、この時島原は震度6程度の揺れに襲われた。地震により、眉山の南側部分が大きく崩れ、3億4000万立方メートルに上る大量の土砂が島原城下を通り有明海へと一気に流れ込んだ。なお、崩壊前には楠平で地下水の異常な上昇があり、上昇に気が付いて避難した者もいた。眉山崩壊の原因については、眉山の火山活動によって直接起こったものか、雲仙岳の火山性地震によって誘発されたものであるかは、現在でも定かではない。
第五段階（続く地震と湧水変化）
崩壊後、上の原には自噴井を生じた。また、眉山には「六筋の堅割」が生じ泥水が噴き出した。六月朔日には、普賢岳山頂で再噴火。地震の度に眉山が2次崩壊した。

## 崩壊原因
諸説あり、未解明であるが火山爆発説は完全に否定されている。
1. 地震崩壊説 - 大森房吉(1908)[9]
2. 火山爆発説 - 駒田亥久雄(1913)[10]、佐藤伝蔵(1923)[11]、[12]
3. 局所的地すべり崩壊説 - 太田一也(1969)[13]
4. 円弧地すべり説 - 片山信夫(1974)[14]

## 崩壊土砂量
1999年には古絵図から崩壊前の山体の復元が試みられた。現在も残っている天狗山（現標高 695m）は当時 780mと推定され、溶岩ドーム状の山体であった。崩壊前後の断面図より4.4億立方メートルと推定された。ただし、研究者により崩壊土砂量には差があり、4.4億立方メートル、1.1 - 4.4億立方メートルなど諸説ある。

## 津波
山体崩壊で大量の土砂が有明海になだれ込んできた衝撃で、10メートル以上の高さの津波が発生した。津波の第1波は約20分で有明海を横断して対岸の肥後天草に到達した。大量の土砂は海岸線を870メートルも沖に進ませ、島原側が高さ6-9メートル、肥後側が高さ4-5メートルの津波であったという。肥後の海岸で反射した返し波は島原を再び襲った。津波による死者は島原で約10,000人、対岸の熊本で5,000人を数えると言われている。津波のエネルギーは崩壊した土砂の持っているポテンシャルの1/100から1/1000程度に過ぎないとされるが、ここからも陸上に堆積した土砂の量が甚だ多かったことが判る。
肥後側の津波の遡上高は熊本市の河内、塩屋、近津付近で15-20メートルに達し、三角町大田尾で最高の22.5メートルに達した。島原側は布津大崎鼻で57メートルを超えたとの記録がある。
島原大変肥後迷惑による死者・行方不明者は合計15,000人（うち約3分の1が肥後領側）におよび、有史以来日本最大の火山災害となった。島原地方には今も多くの絵図や古記録が残っている。都司嘉宣、日野貴之の研究によると合計15,000人としているが、熊本県側は5,158人としている。
この時に有明海に流れ込んだ岩塊は、島原市街前面の浅海に岩礁群として残っており、九十九島（つくもじま）と呼ばれている。これは地形学的に言うと「流れ山」と呼ばれる地形である。同じ長崎県の佐世保市から平戸市にかけて九十九島（くじゅうくしま）と呼ばれる群島があるが、島原市の九十九島とは別のものである。

## 被害
| 地域    | 死者     | 負傷者 | 死牛馬 | 田畑荒           | 流失船    | 流失家  | 流失・損害蔵 |
| ------- | -------- | ------ | ------ | ---------------- | --------- | ------- | ------------ |
| 島原領  | 10,139人 | 601人  | 469頭  | 379町6反3畝21歩  | 582艘     | 3,347軒 | 308棟        |
| 天草    | 343人    | x人    | 65頭   | 171町4反6畝      | 67艘      | 725軒   | 2棟          |
| 肥後3郡 | 4,653人  | 811人  | 131頭  | 2,130町9反5畝9歩 | 約1,000艘 | 2,252軒 | x棟          |

## 供養塔・記念碑

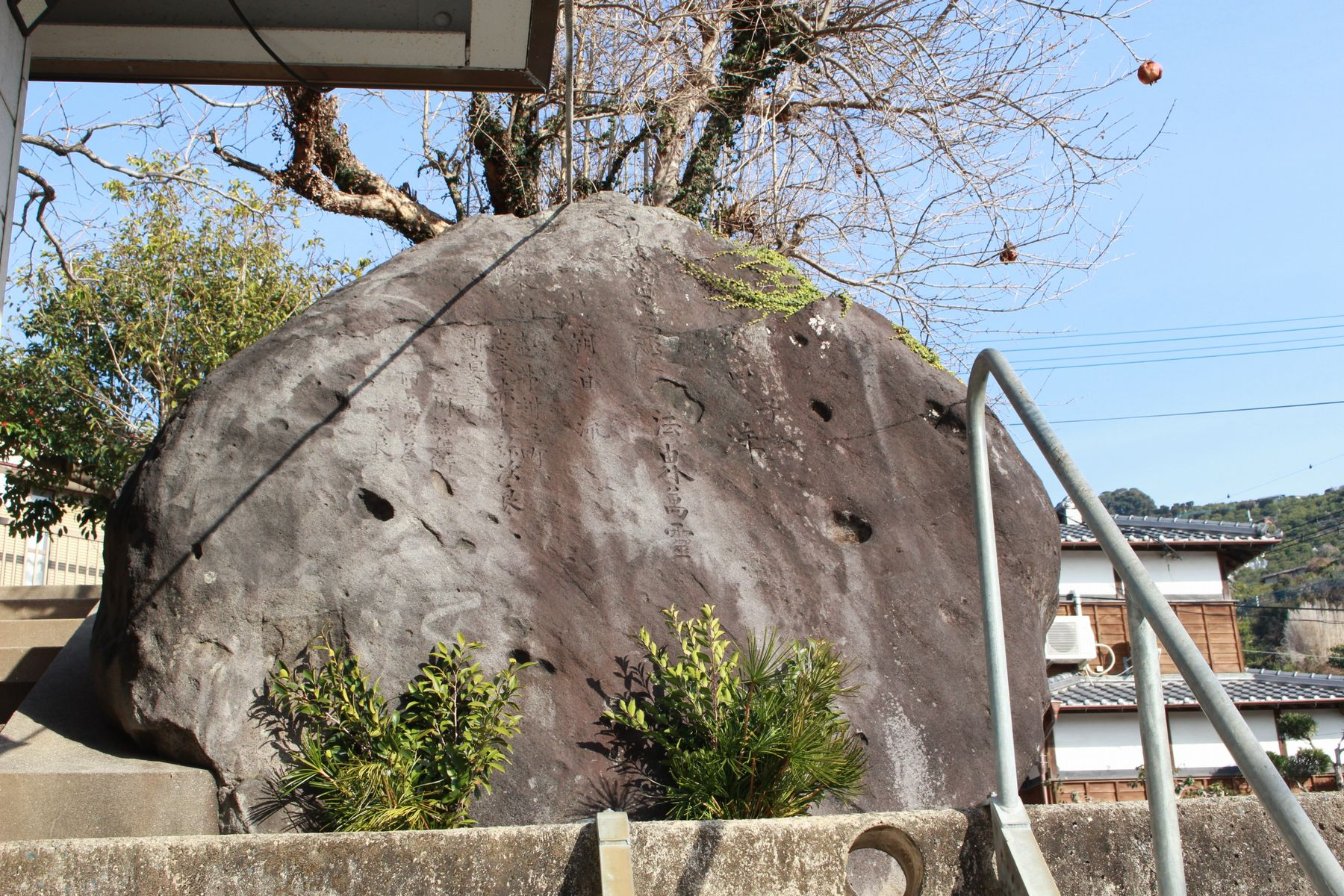
津波供養碑

1991年7月時点、長崎県と熊本県にある供養塔や災害記念碑などの統計は次の通りである。
|          | 長崎県 | 熊本県 | 合計 |
| -------- | ------ | ------ | ---- |
| 供養塔   | 41     | 43     | 84   |
| 津波境石 | 0      | 5      | 5    |
| 墓碑     | 90     | 16     | 106  |
| 記念碑   | 0      | 1      | 1    |
| その他   | 3      | 9      | 12   |
| 合計     | 134    | 74     | 208  |